# Jesús Urbano Rojas
Jesús Urbano Rojas  (Soccoscocha, Huanta, Perú, 11 de noviembre de 1925 - Alto Huampaní, Chaclacayo, Perú, 20 de mayo de 2014) fue un distinguido Maestro de las artes populares en Perú.  

## Biografía
Jesús Urbano Rojas, conocido como "El Caballero del Retablo".  Hijo de campesinos, debido a su sensibilidad de artista, escapó de su casa al no soportar la severidad de su padre. Viajó a pie de Huanta a Huamanga, trabajando en todo, como vendedor de raspadilla o como jardinero.
En  Huamanga ingresó al taller de Joaquín López Antay donde aprendió ha elaborar el retablo ayacuchano. 
Ha sido expositor en la Sala de Arte Tradicional Peruano Joaquín López Antay que es un proyecto conjunto del Congreso de la República del Perú y la Dirección Nacional de Artesanía del Ministerio de Comercio Exterior y Turismo del Perú.

## Exposiciones
- 1956 Exposición de retablos costumbristas. Instituto Cultural Peruano Norteamericano.
- 1993 "El Retablo. Un arte de los Andes".  Banco Central de Reserva del Perú.
- 1998 Exposición retrospectiva "Imágenes e Imagineros". Seminario de Historia Rural Andina (UNMSM).
- 2007 Exposición retrospectiva (1952-2007) "Jesús Urbano Rojas". Museo de Arte del Centro Cultural de San Marcos.
- 2018 "El retablo, arte tradicional: Homenaje a Jesús Urbano Rojas y Genoveva Núñez Herrera". Centro Cultural Inca Garcilaso.

## Premios y reconocimientos
- Orden El Sol del Perú en el Grado de Caballero (1964 y 1968).
- Doctor honoris causa por la Universidad Nacional Mayor de San Marcos.
- Gran Maestro de la Artesanía Peruana (1993).
- Amauta de la artesanía peruana, 2010